# 佐藤多恵
佐藤 多恵（さとう たえ、1978年9月26日 - ）は、元エフエムラジオ新潟アナウンサーで、現フリーアナウンサーである。千葉県出身。O型。

## 来歴
高校時代にアメリカに留学。帰国後神田外語大学外国語学部スペイン語学科に入学、卒業後2001年にエフエムラジオ新潟に入社。2004年に退社の後、フリーアナウンサーになる。
現在はメディア・スタッフに所属。

## 現在の出演番組
- Feel!!!MY TOWN(FM-NIIGATA)
- FM HEAD LINE(FM-NIIGATA)

## 過去の出演番組
- SOUND SPLASH(FM-NIIGATA)
- SAMURAI SNOW JAM(FM-NIIGATA)
- サタナビ(FM-NIIGATA)
- FM-NIIGATAニュース(FM-NIIGATA)
- JRA ザ☆馬塾(FM-NIIGATA)
- NACK AFTER5(FM NACK5)
- Sunday Search(FM NACK5)(2008.4-2010.3)
- 大和証券presentsGREEN JACKET(InterFM)(2008.4-2010.3)